# Ставрополка
Ста́врополка (каз. Ставрополь) — село у складі району імені Габіта Мусрепова Північноказахстанської області Казахстану. Входить до складу Ломоносовського сільського округу, раніше було центром і єдиним населеним пунктом ліквідованої Ставропольської сільської ради.
Населення — 571 особа (2021; 666 у 2009, 833 у 1999, 875 у 1989).
Національний склад станом на 1989 рік:
- росіяни — 45 %
- українці — 26 %.